# Bracon laminifer
Bracon laminifer är en stekelart som beskrevs av Dalla Torre 1898. Bracon laminifer ingår i släktet Bracon och familjen bracksteklar. Inga underarter finns listade.